# Misserghin
Misserghin è un comune dell'Algeria, situato nella provincia di Orano.

## Geografia fisica
Il territorio è fortemente caratterizzato dalla presenza del Sebkha di Orano, un vasto lago salato, soggetto alle stagionalità della regione.